# Примаченко, Пётр Степанович
Пётр Степанович Примаченко (26 июня 1916, Куриловка, Нежинский уезд, Черниговская губерния, Российская империя — 7 января 2002, Брусянский, Тульская область) — советский хозяйственный, государственный и политический деятель, Герой Социалистического Труда.

## Биография
Родился в 1916 году. Член ВКП(б).
С 1932 года — на хозяйственной, общественной и политической работе. В 1932—1970 гг. — рабочий, шахтёр, врубовой машинист на шахтах Узловского района, врубмашинист шахты № 4 треста «Молотовуголь» комбината «Москвоуголь» Тульской области.
Указом Президиума Верховного Совета СССР от 26 апреля 1957 года присвоено звание Героя Социалистического Труда с вручением ордена Ленина и золотой медали «Серп и Молот».
Избирался депутатом Верховного Совета РСФСР 4-го созыва. Делегат XXI съезда КПСС.
Умер в 2002 году.